# 科岑巴赫河
49°46′26″N 12°10′32″E / 49.77396°N 12.17558°E
科岑巴赫河（德語：Kotzenbach），是德國的河流，位於該國東南部，由巴伐利亞負責管轄，屬於瓦爾德納布河的左支流，河道全長3.3公里，流域面積4.6平方公里，河畔城鎮有皮謝斯羅伊特。